# Дикая жизнь (фильм, 2007)
«Дикая жизнь» (нем. Das wilde Leben) — немецкий художественный фильм в жанре биографии режиссёра Ахима Борнака по сценарию Олафа Кремера. В основе фильма лежит роман Уши Обермайер High Times.
Премьера фильма состоялась 1 февраля 2007 года.

## Сюжет
Уши Обермайер (Наталья Авелон) была иконой движения 60-х и одной из первых моделей, снявшейся обнажённой для глянцевых журналов. Фильм прослеживает ее судьбу, её отношения с предводителем первой коммуны Райнером Лэнгансом (Матиас Швайгхёфер), её неудачи, её взлёт в качестве топ-модели, её связь с «Роллинг Стоунз» Китом Ричардсом (Александр Шеер) и Миком Джаггером (Виктор Норен), её отношения с Дитером Бокхорном (Дэвид Шеллер). С Бокхорном она бежит из Германии из-за долгов, и начинается годичная одиссея по Азии и Америке…

## Награды
- На немецкой кинопремии Deutscher Filmpreis 2008 года фильм был номинирован в категории «лучший дизайн костюмов» и «лучший дизайн сцены».
- Матиас Швайгхёфер получил награду Undine Award 2007 за лучшую роль в художественном фильме.
- Немецкая организация оценки фильмов и средств массовой информации (FBW) в Висбадене присвоила фильму звание «особенно ценный».